# Vengeance d'outre-tombe
Pour les articles homonymes, voir Outre-tombe.
Vengeance d'outre-tombe (Young at Heart) est le 16e épisode de la saison 1 de la série télévisée X-Files. Dans cet épisode, Mulder reçoit un message qu'il soupçonne avoir été envoyé par John Barnett, un tueur pourtant mort en prison des années auparavant.

## Résumé
En 1989, dans une prison fédérale en Pennsylvanie, Joe Crandall, un prisonnier, entend des cris provenant de l'infirmerie. À l'intérieur, il découvre le docteur de la prison, Joe Ridley, en train d'amputer la main de John Barnett, un autre prisonnier. Le Dr Ridley informe Crandall que Barnett est mort, Crandall lui rétorque qu'il a entendu Barnett crier. Le Dr Ridley menace alors Crandall d'un scalpel en lui répétant fermement que Barnett est mort. Mais en quittant la pièce, Crandall voit Barnett cligner des yeux.
Quatre ans plus tard, Fox Mulder est informé par son ex-superviseur au FBI, Reggie Purdue, qu'un message provocateur lui a été laissé après un braquage dans une bijouterie. Mulder reconnaît le message comme provenant de John Barnett, un tueur sociopathe, pourtant supposé mort en prison des années auparavant.
Le Bureau fédéral des prisons faxe à Mulder une copie du certificat de décès de John Barnett, indiquant que Barnett est mort en 1989 d'un arrêt cardiaque. Cependant, Mulder est persuadé que Barnett est encore vivant et qu'il est bien l'auteur du message.

## Distribution
- David Duchovny : Fox Mulder
- Gillian Anderson : Dana Scully
- Jerry Hardin : Gorge profonde
- Dick Anthony Williams : Reggie Purdue
- Alan Boyce : John Barnett jeune
- David Petersen : John Barnett vieux
- Robin Mossley : Dr. Joe Ridley
- Christine Estabrook : Agent Henderson
- William B. Davis : l'homme à la cigarette
- Graham Jarvis : Dr. Austin
- Merrilyn Gann : le procureur
- Gordon Tipple : Joe Crandall
- Courtney Arciaga : une victime de progéria

## Production
L'homme à la cigarette fait dans cet épisode sa seconde apparition, après sa présence muette dans l'épisode pilote. Une apparition plutôt discrète, où on le devine plus qu'on ne le reconnaît, au chevet de John Barnett alors que les chirurgiens tentent sauver ce dernier après la fusillade finale. Mulder le désigne comme faisant probablement partie de la CIA. Il est à noter que son attitude est très éloignée du flegme dont il fera preuve par la suite au cours de la saga télévisuelle X-Files.
Courtney Arciaga, qui incarne l'enfant souffrant de progéria dans le document projeté à Mulder et Scully lors de leur enquête sur les travaux du Docteur Ridley, était véritablement atteinte de cette maladie génétique rare. Elle s'est éteinte en 2017 à l'âge de 33 ans.

## Accueil

### Audiences
Lors de sa première diffusion aux États-Unis, l'épisode réalise un score de 7,2 sur l'échelle de Nielsen, avec 11 % de parts de marché, et est regardé par 11,5 millions de téléspectateurs.

### Critique
L'épisode obtient des critiques globalement défavorables. Zack Handlen, du site The A.V. Club, évoque un épisode « totalement ennuyeux » au « montage négligé ». Le magazine Entertainment Weekly lui donne la note de C. Le site Le Monde des Avengers lui donne la note de 2/4. John Keegan, du site Critical Myth, lui donne la note de 3/10. Dans leur livre sur la série, Robert Shearman et Lars Pearson lui donnent la note de 2/5.